# Neivamyrmex cornutus
Neivamyrmex cornutus é uma espécie de formiga do gênero Neivamyrmex.